# Nikolaï Danilevski
Nikolaï Yakovlevitch Danilevski (en russe : Никола́й Я́ковлевич Даниле́вский), né le 28 novembre 1822 (10 décembre dans le calendrier grégorien) à Orel et mort le 7 novembre 1885 (19 novembre dans le calendrier grégorien) à Tiflis, est un naturaliste, économiste, sociologue, historien, philosophe slavophile, ethnologue et anthropologue russe, idéologue du panslavisme, qui a exposé une vision cyclique de l'histoire du monde. Il fut le premier écrivain à présenter un compte-rendu de l'histoire comme une succession de civilisations distinctes. Il est notamment connu pour son livre La Russie et l'Europe.

## Famille
Nikolaï Danilevski est issu d'une famille de nobles cosaques originaire de Podolie. Ses parents étaient le général et diplomate Iakov Ivanovitch Danilevski (1789 † 1855) et Daria Ivanovna Michina (1800; † 1855), qui moururent la même année du choléra.

## Le panslavisme
Nikolaï Danilevski a composé son principal essai de philosophie politique, « La Russie et l’Europe », entre 1865 et 1867. Dans ce manifeste, publié en 1871 à Saint-Pétersbourg, il souligne l’identité culturelle de la Russie et du monde slave, qu’il oppose au type culturel de l’Europe. Il considère, par conséquent, que l’affrontement entre ces deux cultures est inexorable. Pour cela, il développe une théorie des « types historico-culturels » et de l’histoire comparée des civilisations. Cette histoire comparée est largement inspirée des cycles historiques idéaux, déjà présents dans la pensée de Giambattista Vico. Selon cette thèse, l’histoire se répète indéfiniment et régulièrement selon un schéma déterminé par lequel l'histoire de tous les peuples traverse les phases d'expansion, d’apogée, de stagnation et de décadence.
Danilevski emprunte aussi son tableau historique à la biologie et subdivise d’abord l’humanité en grandes entités, de même que la botanique fonde la taxinomie sur la distinction de différents ordres et familles.
« La Russie et l’Europe », qui n'a été traduit qu'en allemand et encore partiellement (Russland und Europa), passe pour la Bible du panslavisme.

## La Russie contre l’Europe
Nikolaï Danilevski discerne trois grandes différences « de mentalité et de caractère » entre le « type culturel romain-germanique » et la civilisation slave à faire naître, qui en sera l’antithèse.

### Brutalité contre foi tolérante
Un trait commun à tous les peuples de type culturel romain-germanique serait le goût de la violence. D’après Danilevski, le sens du Moi et l'Individualisme sont essentiels chez ces peuples, ce qui pousse les hommes à privilégier leurs propres convictions et leurs propres intérêts et à les imposer à autrui.
Comme, poursuit-il, l’intolérance religieuse de l’Église catholique s'est prolongée dans le protestantisme, il doit y avoir certainement un fond de cruauté chez les peuples romains-germaniques. Un indice révélateur est que ce type de culture a même réussi à instrumentaliser une religion aussi fondamentalement non-violente que le christianisme pour parvenir à ses propres fins.
Sa théorie oppose la « tolérance russe » au caractère fondamentalement violent du type européen. Alors que l'Europe a dévoyé la foi chrétienne par sa brutalité, le type russe a su en préserver la juste doctrine, l’« orthodoxie ». Le Russe serait de tempérament un être paisible.

### Conflits politiques contre «âme nationale»
Danilevski, dans l'antagonisme entre Russes et Européens, voit aussi une différence dans le développement historique. En Europe, l'histoire se serait accomplie par la lutte entre partis ou intérêts contradictoires. Ainsi, des pouvoirs brutaux se sont succédé et ont opprimé les partisans pacifiques ; alors qu'en Russie, l'histoire s'est accomplie sans heurts par une vocation purement autochtone, révélatrice d'une « âme nationale » invisible et silencieuse : « Le peuple se détourne de lui-même de tout ce qui sent la dissolution ou le changement, le combat se déroule dans la conscience collective, et lorsque vient effectivement le moment de remplacer l'Ancien par le Nouveau, la conversion s'accomplit à une vitesse surprenante, sans heurt perceptible. »
Les déchirements partisans seraient en Russie des conflits importés : « Tout ce qu'on appelle chez nous « parti » provient de l'importation d'éléments exogènes et étrangers dans la vie russe ; c'est pourquoi, chaque fois que l'on parle chez nous de faction aristocratique ou  démocratique, conservatrice  ou progressisme progressiste, tous savent très bien que ce ne sont là que des mots vides de sens. »

### L'Église orthodoxe véridique, le catholicisme et le protestantisme menteurs
Danilevski relève une troisième différence quant à l'appartenance religieuse. Il répond à la tradition philosophique de la dialectique vérité-mensonge, développée en Europe, et réfute que le fond chrétien des  confessions de ces deux types culturels formerait un lien entre eux : « la distance entre Vérité et Mensonge est infinie, et deux mensonges sont infiniment plus proches l'un de l'autre que la Vérité […]. » Comme l'Église orthodoxe est la Vérité, ces deux mensonges que sont le protestantisme et le catholicisme ont infiniment plus en commun entre eux que chacun d'eux avec l'orthodoxie.

## Postérité
Le système de valeurs eurasiatique de Nikolaï Danilevski a trouvé plusieurs adeptes dans son rejet de l'Occident, des Lumières, de l’individualisme, du rationalisme et de la sécularisation. Outre Dimitri Merejkovski, les plus célèbres sont Fiodor Dostoïevski, Moeller van den Bruck et le jeune Thomas Mann.
La vision cyclique de l'histoire de Danilevski a continué d'influencer historiens et sociologues au XXe siècle : Christopher Dawson, Reinhold Niebuhr, Rushton Coulborn, Pitirim Sorokine, Henri Pirenne, Othmar Anderle, Karl August Wittfogel, Jos De Beus (1952-2013) et, non des moindres, Samuel Huntington et Bassam Tibi. Son rigorisme n'a été dépassé que par les visions cycliques d’Oswald Spengler et d’Arnold J. Toynbee. Rien ne prouve que Spengler ait connu le tableau que Danilevski esquisse de la culture russe avant 1920 ; toutefois son concept d'une culture russe arriérée (dans un « christianisme johannique ») paraît le confirmer.
La thèse pessimiste de Danilevski sur la décadence d'une culture est étroitement liée à la pensée de plusieurs philosophes, pas tous uniquement conservateurs, qui aspirent à une Restauration ou tout simplement à une Renaissance culturelle après chaque phase de décadence. Cet aspect occupe une place centrale chez presque tous les penseurs de la Révolution conservatrice, comme Arthur Moeller van den Bruck.

## Œuvres
- 1869 La Russie et l'Europe. Opinion sur les relations culturelles et politiques entre le monde slave et le romain germanique (Россия и Европа. Взгляд на культурные и политические отношения Славянского мира к Германо-Романскому).
- 1885-1889 Darwinisme. Étude Critique (Дарвинизм. Критическое исследование), 2 tomes.
- 1890 Collection d'articles politiques et économiques (Сборник политических и экономических статей)

## Voir également
- (de) Cet article est partiellement ou en totalité issu de l’article de Wikipédia en allemand intitulé « Nikolai Jakowlewitsch Danilewski » (voir la liste des auteurs).
- (ru) Nikolaï Danilevski sur slovari.yandex
- (ru) biographie dans l'encyclopédie Krougosvet
- (fr) La Doctrine panslaviste, livre paru à Bucarest en 1890 résumant les thèses de La Russie et l'Europe, en ligne sur la Bibliothèque russe et slave